# Tasaday
Mit Tasaday bezeichnete man eine im tropischen Regenwald lebende Gruppe von Menschen in der Nähe des gleichnamigen Berges im Süden der Insel Mindanao auf den Philippinen. Der Ort liegt im Daguma-Gebirge unweit des Sebu-Sees in der Provinz South Cotabato. Die Geschichte um die mutmaßliche Entdeckung dieser Gruppe zu Beginn der 1970er, die der Weltöffentlichkeit als „Steinzeit-Stamm“ vorgestellt wurden, gilt heute als Schwindel. Gemeint war eine von der Außenwelt isolierte Wildbeuterhorde, die sich von Wildpflanzen, Früchten, Honig und mit bloßen Händen gefangenen Krebsen und Fröschen ernährte, keine Metallwerkzeuge kannte, angeblich in Höhlen lebte und sich mit Blättern kleidete. Weil es gerade einmal zwei Dutzend Menschen waren, die als Tasaday bekannt wurden, sprach man eher von einer Horde als von einem Stamm. Die zuständige Behörde PANAMIN untersagte einer Reihe seriöser Anthropologen, Feldforschung zu betreiben, darunter dem an der Sorbonne ausgebildeten Professor Zeus Salazar. Spätestens seit April 1986 wurde international diskutiert, ob es sich bei der Entdeckung nicht vielmehr um einen Betrug handelte. Die Art und Weise, wie seriöse Untersuchungen behindert und regelmäßig über kritische Fragen hinweggegangen wurde, lässt auf eine bewusste Desinformation seitens der zuständigen Behörde schließen.

## Beginn der Debatte über Phantasieinformationen
Die Aufdeckung war ins Rollen gekommen, als der Schweizer Journalist und Ethnologe Oswald Iten am 12. April 1986 seine Enthüllungsgeschichte Die Tasaday – ein philippinischer Steinzeit-Schwindel in der Neuen Zürcher Zeitung veröffentlichte. Bis auf wenige Wissenschaftler glaubte damals noch die internationale Öffentlichkeit, im philippinischen Regenwald sei im Juni 1971 der Steinzeit-Stamm der Tasaday entdeckt worden. Iten enthüllte jedoch, dass die Urwaldmenschen keine Sammler waren, sondern von kultivierten Pflanzen lebten und zog somit den Unmut derer auf sich, die der Entdeckungsgeschichte glaubten. Einige der Tasaday hatten dem Schweizer offenbart, dass sie sich während der Diktatur von Ferdinand Marcos als steinzeitliche Wildbeuter verkleiden mussten. Die Fotos von mit Orchideenblättern bekleideten Menschen, die in Höhlen lebten, hatten seit den 1970er Jahren bis zum Ende der Diktatur das internationale Philippinen-Bild mitbestimmt. Die Bilder von den „Sanften Tasaday“ („The Gentle Tasaday“, John Nance, 1975), die nicht einmal ein Wort für Krieg in ihrer Sprache kannten, lenkten von der heute sehr kritisch gesehenen Diktatur Marcos ab.

## Weltweite Wirkung der ersten Tasaday-Berichte
Die angebliche Entdeckung propagierte das Marcos-Regime mit Hilfe seiner US-Verbündeten erfolgreich als Sensation in alle Welt, während auf den Philippinen diese Geschichte zunächst nur wenig interessierte. Nur der Manila Daily Mirror hatte im Juni 1971 auf Seite 14 Platz für die Meldung über die Tasaday. Als „anthropologische Entdeckung des Jahrhunderts“ wurde später das Ereignis bezeichnet. Der angebliche Entdecker Manuel Elizalde, umstrittener Chef der philippinischen Behörde PANAMIN (Presidential Assistance on National Minorities), konnte die italienische Filmschauspielerin Gina Lollobrigida ebenso einfliegen lassen wie den Atlantikflieger Charles Lindbergh. Beide sprachen nach ihrem jeweiligen Besuch davon, wie sehr sie die Begegnung mit dem sogenannten Naturvolk verändert habe. Auch der Konrad-Lorenz-Schüler Irenäus Eibl-Eibesfeldt befasste sich, voller Enthusiasmus, mit den Tasaday und verfasste zur deutschen Ausgabe des Buchs „Steinzeitmenschen im philippinischen Regenwald“ 1977 das Nachwort. Noch neun Jahre nach der Enthüllung über den Schwindel veröffentlichte Eibl-Eibesfeldt einen 16-Millimeter-Stummfilm über die Urwaldmenschen.

## Kritiker und Verfechter der Berichte
Oswald Iten ließ sich nicht von Prominenten und Autoritäten beirren und verschaffte somit endlich vernünftigen Einwänden gegen die gängigen Darstellungen der Gruppe international Gehör. Zu diesen Einwänden zählten auch die des Anthropologen Professor Zeus Salazar von der Universität der Philippinen in Quezon City bei Manila. Auf Betreiben des Minderheitenbeauftragten Manuel Elizalde ließ Präsident Marcos ein Reservat um deren Lebensraum errichten. Niemand durfte das Reservat ohne Erlaubnis betreten. So kamen Handverlesene, darunter Journalisten, wie der Chef der Nachrichtenagentur AP (Associated Press) in Manila, John Nance, der mit seinem Buch „The Gentle Tasaday“ („Die sanften Tasaday“) der Gruppe ein Denkmal setzte. Salazar und vielen seiner Kollegen blieb nur, das Material der Anthropologen, die unter den strengen Augen Elizaldes bei den Tasaday geforscht hatten und zu ihm gefälligen Ergebnissen kamen, kritisch zu prüfen. Er entdeckte dabei methodische Ungereimtheiten. Die Veröffentlichung seiner ersten Erkenntnisse brachte ihm eine Verleumdungsklage und einen schwierigen Prozess ein, in dem Zeugen eingeschüchtert wurden.

## Politische Dimension auf den Philippinen und in den USA
Die ethnologische Frage, worum es sich bei der kleinen Gemeinschaft handelt, um eine Horde, um einen eigenständigen Stamm, mit einer eigenen Sprache, oder ob es vielmehr Angehörige benachbarter Stämme wie Manobo oder T’Boli waren, die entweder 1971 wegen Elizalde oder auch schon Jahrhunderte früher ihre Familien verlassen haben, rückte weit in den Hintergrund. Aus diesem Grund wagten Menschenrechtsorganisationen nicht mehr, sich der Rechte der Tasaday anzunehmen. Eine ausgewogene Beschäftigung mit ihnen war sehr wahrscheinlich gar nicht im Sinne des Minderheitenbeauftragten und Marcos-Getreuen Elizalde, da die Nachricht über die Begegnung mit den fast Nackten ihn und seine Behörde weltberühmt machte. Gründe für einen möglichen Betrug sehen Beobachter zum einen in der narzisstischen Persönlichkeit des im Mai 1997 verstorbenen Elizalde. Andere sehen die mögliche Ursache eher in handfesten politischen Zielen dieses Mannes, der seinerzeit für den Senat kandidierte. Schwer zu widerlegen ist auch das Argument, die Absperrung des Gebietes um den Lebensraum der Tasaday diente der Kontrolle Marcos’ und des millionenschweren Unternehmers Elizalde über die Bodenschätze und die Menschen, insbesondere der jungen Frauen.
Als Elizalde, nach der angeblichen Entdeckung weltweit beachtet, in Stellungnahmen von Minderheitenschutz sprach, erweckte dies den Eindruck, als handelte es sich beim Regime des Ferdinand Marcos um einen modernen Rechtsstaat, was nicht der Fall war: Mitte 1971 gab es wegen willkürlicher Verhaftungen international eine schlechte Presse für Marcos, der sich allmählich zum Diktator entwickelte und schließlich am 21. September 1972 das Kriegsrecht einführte. Er schaltete die Opposition aus und ließ Zehntausende von Kritikern verhaften. Dem ehemaligen Kolonialherren USA räumte Marcos weitgehende Privilegien ein, die ihm wiederum bei seinen Menschenrechtsverletzungen freie Hand ließen.

## Eigenleben der Steinzeitstamm-Geschichte

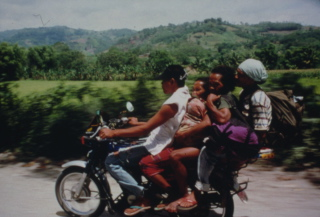
Tasaday im Jahr 1997

Die Geschichte über die vermeintlichen Steinzeitmenschen überlebte die Marcos-Diktatur und den Kalten Krieg, schon allein, weil die Entlarvung als Betrug für viele Prominente und Marcos-Günstlinge („Cronies“) einen Gesichtsverlust bedeutet hätte. Die anfänglichen Berichte über die Gruppe hatten schon früh ein Eigenleben entwickelt und die Tasaday waren bereits dreimal Thema internationaler Symposien, 1986 in Quezon City, 1988 in Zagreb und 1989 in Washington D.C. Noch im Juli 1991, fünf Jahre nach dem die Betrugsdebatte entfacht worden war, schrieben die Journalistinnen Imke Rafael und Susanne Härpfer in der Zeitschrift Cosmopolitan vom angeblichen „Steinzeitstamm“ der Tasaday, ohne auch nur die längst erhobenen Zweifel zu erwähnen, und warteten dabei noch mit Fotos von 1972 auf. Beide genossen bereits im August 1989 anlässlich einer Informationsreise des Bundesverbandes Jugendpresse die Gastfreundschaft von Professor Zeus Salazar, hätten es also besser wissen müssen. 
Einer der anfänglich heftigsten Kritiker der Steinzeitstamm-Theorie gibt sich seit dem Jahr 2003 versöhnlicher: Der in Oxford ausgebildete Schriftsteller James Hamilton-Paterson, ein intimer Kenner der Philippinen, schrieb in einem Essay, die Tasaday lebten gewiss schon lange allein in der Gruppe, wenn sie auch von Stämmen in der Umgebung abstammen mögen. Sie seien eben eine Randgruppe, von denen es viele auf den Philippinen gebe. Über die Betrugsdebatte darf in der Tat nicht vergessen werden, dass es sich bei der Tasaday genannten Gruppe um marginalisierte Menschen handelt.

## Bekannteste Unwahrheiten
Die bekanntesten Unwahrheiten über die Tasaday sind im Folgenden aufgelistet und durch Fakten entkräftet:
1. Die Tasaday wären außerhalb des Gebietes bereits in den 1950er Jahren bekannt geworden. Tatsache ist: Namhafte Ethnologen behaupten, es habe sich um verkleidete Angehörige benachbarter Stämme wie Manobo oder T’Boli gehandelt. Folgt man dieser These, hätten die als Tasaday der internationalen Öffentlichkeit vorgestellten Personen nie „entdeckt“ werden müssen. Selbst diejenigen, die die Tasaday für einen bis dato isolierten „Steinzeitstamm“ hielten, datierten die frühesten Kontakte außerhalb der Gruppe auf Anfang der 1960er Jahre (Nance, John. Tasaday. Steinzeitmenschen im philippinischen Regenwald. München, 1977, S. 19). Indem die erste Begegnung rückdatiert wird, versuchen Verteidiger der „Steinzeitstamm“-Theorie, Widersprüchlichkeiten mit Hilfe des Arguments vom äußeren Einfluss zu erklären, der die Tasaday etwa zum Verzehr von Reis oder zur Herstellung eigentlich unbrauchbarer Steinwerkzeuge gebracht hätte.
2. Die Tasaday hätten in Höhlen gelebt. Tatsache ist: Ob die Höhlen, in denen der Journalist John Nance und Nachfolgende sie fotografierten, tatsächlich jemals von Menschen bewohnt worden sind, und wenn ja, wie lange, könnte nur eine archäologische Untersuchung klären. Diese wurde nie zugelassen. Als der Schweizer Journalist und promovierte Anthropologe Oswald Iten die Höhlen im März 1986 sah, fand er darin keine Spuren von angeblich jahrhundertelanger Nutzung (Iten, Oswald in: Neue Zürcher Zeitung, 12. April 1986. „Die Tasaday – ein philippinischer Steinzeitschwindel“).
3. Die Tasaday hätten ohne Ackerbau als Wildbeuter gelebt. Tatsache ist: Botaniker haben nicht ausreichend Pflanzen in der Gegend gefunden, die die Ernährung der 1971 vorgestellten 24 Tasaday hätten sichern können (Headland, 1992: 216f). Als sich Iten 1986 bei den Tasaday aufhielt, deckte er den Schmuggel von Reis ins Gebiet des angeblichen Wildbeuter-Stammes auf.
4. Die Tasaday hätten traditionell Steinwerkzeuge verwendet. Tatsache ist: Salazar kam zu der Überzeugung, dass die Tasaday mit ihren angeblichen Äxten keinerlei Rattan schneiden konnten, wie behauptet worden war. Seinem Kollegen Robert L. Carneiro kamen die Steinäxte auch denkbar schlecht geschliffen vor, vor allem hielt er sie für zu fragil. Der verwendete Stein sei viel zu grobkristallin (Carneiro, Robert L. in: Headland, 1992: 175).
5. Die Tasaday hätten Manuel Elizalde, den Chef der philippinischen Minderheitenbehörde PANAMIN, „der große Überbringer des Glücks für die Tasaday“ (Momo Dakel Diwata Tasaday) genannt. Tatsache ist: Iten erfuhr auch diesbezüglich Gegenteiliges. Ihm gegenüber berichtete die Gruppe, Elizalde habe ihnen aufgetragen, ihn so zu nennen (Iten in: Headland, 1992: 45). Einem Mann namens Elizir Bon, ein Verwandter einiger der angeblichen Tasaday, hat Elizalde kein Glück gebracht. Kurz nachdem Bon Elizalde des Betrugs bezichtigt hatte, wurde er ermordet (Salazar in: Headland, 1992: 82).
6. Oswald Iten wäre nur zwei Stunden bei den Tasaday gewesen, bevor er seine Enthüllungen veröffentlichte. Tatsache ist: Iten blieb mehrere Tage in dem Gebiet, schließlich dauerte es allein anderthalb Tagesmärsche vom Flughafen bis zu den Höhlen (Iten in: Headland, 1992: 42ff).
7. Die philippinische Behörde PANAMIN 1968 sei zum Schutz der Interessen kultureller Minderheiten gegründet worden. Tatsache ist: Seit 1965 herrschte, zwar zunächst demokratisch gewählt, der Diktator Ferdinand Marcos. Er unterdrückte und verfolgte die Opposition, verletzte die Menschenrechte und ließ am 21. August 1983 den Politiker Benigno Aquino ermorden. Marcos war kein Verfechter der Minderheitenrechte, vielmehr instrumentalisierten er und sein Günstling Elizalde die Minderheiten (Siebert, Rüdiger. Dreimal Philippinen. München, 1989: 204ff).
8. Unter Akademikern gebe es mehrere strittige Fragen in zu den Tasaday. Tatsache ist: Die wissenschaftliche Debatte lässt sich jedoch auf eine Kernfrage reduzieren: Wie glaubwürdig sind die Aussagen eines George Tanedo, auf die sich die genealogischen Daten des philippinischen Anthropologie-Professors Zeus Salazar stützten? Sind sie glaubwürdig, so bricht in der Tat die gesamte These, bei den Tasaday handele es sich um eine eigenständige Gruppe, zusammen. Dann interessiert auch nur marginal, ob sie bis 1971 Vegetarier waren oder nicht, ob sie Pflanzen nur sammelten oder anbauten, ob sie ständig Höhlen- oder vielmehr Hüttenbewohner waren oder ob sie Metallwerkzeuge sowie verarbeiteten Bambus kannten (Headland, 1992: 222).